# Tesla Girls
Tesla Girls – trzeci singiel angielskiego zespołu OMD pochodzący z piątego albumu studyjnego Junk Culture. Singiel został wydany 28 sierpnia 1984, a jego produkcją zajął się Brian Tench.
Piosenka została użyta w filmie z 1985 Dziewczyna z komputera.
Utwór "Telegraph" zawarty na stronie b singla był nagrywany na żywo w Hammersmith, a jego oryginalna wersja znajduje się na czwartym longplayu zespołu.

## Lista utworów
- 7" picture disc

1. "Tesla Girls" – 3:26
2. "Telegraph (Live)" – 3:57

- First 12"

1. "Tesla Girls (Extended Version)" – 4:35
2. "Garden City" – 4:05
3. "Telegraph (Live)" – 3:57

- Second 12" and Cassette

1. "Tesla Girls (Extra Remix) – 3:37
2. "Garden City" – 4:05
3. "Telegraph (Live)" – 3:57
4. "Tesla Girls (Extended Version)" – 4:35

## Pozycje
| Lista (1984)        | Najwyższa pozycja |
| ------------------- | ----------------- |
| Irish Singles Chart | 21                |